# NGC 5940
NGC 5940 (другие обозначения — UGC 9876, MCG 1-39-25, ZWG 50.7, IRAS15288+0737, PGC 55295) — галактика в созвездии Змея.
Этот объект входит в число перечисленных в оригинальной редакции «Нового общего каталога».